# Eugryllacris wolffi
Eugryllacris wolffi är en insektsart som först beskrevs av Krauss 1906.  Eugryllacris wolffi ingår i släktet Eugryllacris och familjen Gryllacrididae. Inga underarter finns listade i Catalogue of Life.